# 후비언

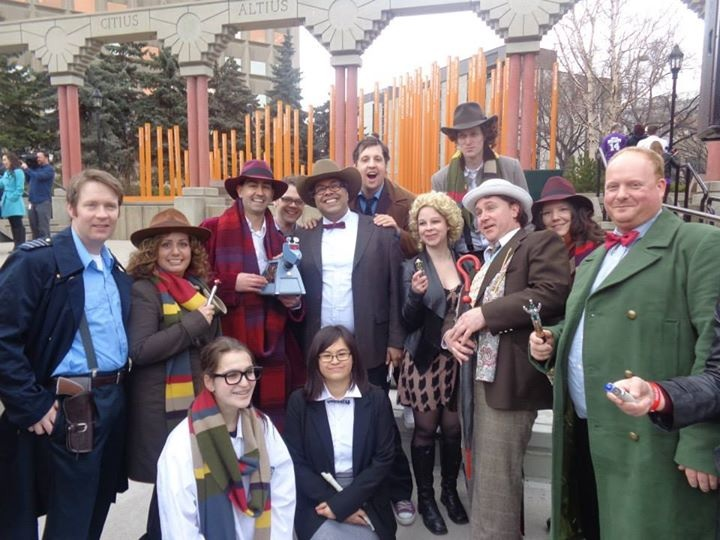

후비안(영어: Whovian)은 영국의 SF 드라마 《닥터 후》의 팬덤을 의미한다. 1980년대 미국의 닥터 후 팬클럽인 닥터 후 팬클럽 오브 아메리카(Doctor Who Fan Club of America)에서 발행한 뉴스레터 〈후비안 타임스〉를 사용하면서부터 본격적으로 사용하게 되었다.